# Loi renforçant la lutte contre la récidive des majeurs et des mineurs
Pour les articles homonymes, voir Loi sur la récidive.
Lire en ligne

Vie-publique.fr : panorama de la loi ; Légifrance : Texte de la loi

Loi relative à la prévention de la délinquance
(5 mars 2007)
La « loi renforçant la lutte contre la récidive des majeurs et des mineurs » du 10 août 2007, appelée aussi loi sur la récidive ou loi Dati est issue du projet de loi du gouvernement Fillon, mis en œuvre par la ministre de la Justice Rachida Dati, et adopté par la commission mixte paritaire le 26 juillet 2007.
Adoptée quelques mois après la loi relative à la prévention de la délinquance, cette loi comporte trois mesures principales : 
- l'instauration de peines minimales en cas de récidive, dites « peines plancher » ;
- l'exclusion possible de l'excuse de minorité pour les récidivistes de plus de 16 ans ;
- l'injonction de soins, notamment pour les auteurs d'agressions sexuelles.

Cette loi a fait objet de nombreuses critiques de la part de l'opposition comme de la part de certains juristes[Qui ?]. L'opposition à l'Assemblée nationale et au Sénat a formé un recours devant le Conseil constitutionnel, au motif de l'inconstitutionnalité de plusieurs de ses dispositions. Le Conseil constitutionnel a décidé le 9 août 2007 que les dispositions invoquées devant lui étaient conformes à la Constitution sous certaines conditions (réserves d'interprétation).

## Mesures

### Peines minimales en cas de récidive: «peines-planchers»
Ce point du texte concerne toutes les personnes répondant d'une infraction passible de trois ans ou plus de réclusion, de détention ou d'emprisonnement. Si la personne se trouve en situation de récidive, la loi prévoit d'introduire des peines-plancher. Pour les crimes, ces peines plancher sont :
1. Cinq ans pour un crime punissable de quinze ans de réclusion ou de détention,
2. Sept ans pour un crime punissable de vingt ans de réclusion ou de détention,
3. Dix ans pour un crime punissable de trente ans de réclusion ou de détention,
4. Quinze ans pour un crime punissable de réclusion ou de détention à perpétuité

Pour les délits, les peines-planchers sont :
1. Un an pour un délit punissable de trois ans d'emprisonnement,
2. Deux ans pour un délit punissable de cinq ans d'emprisonnement,
3. Trois ans pour un délit punissable de sept ans d'emprisonnement,
4. Quatre ans pour un délit punissable de dix ans d'emprisonnement.

Les juges pourraient déroger à ces seuils, mais dans des cas limités, et encore plus réduits dès la deuxième récidive. Cependant, pour qu'il y ait dérogation, il faudra qu'il y ait « enquête de personnalité » du prévenu.
L'instauration de peines-plancher est officiellement motivée par la volonté de décourager la délinquance, en instaurant une menace précise et automatique en cas d'acte de délinquance, ou de récidive. Le système des peines dites plancher est finalement abandonné par la loi relative à l'individualisation des peines et renforçant l'efficacité des sanctions pénales votée en 2014, sous l'égide de Christiane Taubira garde des sceaux du gouvernement socialiste.

### Exclusion de l'excuse de minorité
Il s'agit de la possibilité d'exclure l'excuse de minorité pour les mineurs de plus de 16 ans en cas pour les récidives et de graves délits. Jusqu'à 2007, ce principe voulait que pour les mineurs les peines soient divisées par deux.
Par ailleurs, l'exclusion de l'excuse de minorité est automatique à partir de la deuxième récidive. Le tribunal pour enfants ou la cour d'assises des mineurs peuvent déroger à cette exclusion, mais sont obligés alors de motiver ce choix.

### Dispositions relatives à l'injonction de soins
Premièrement, ces dispositions imposent des traitements à des personnes condamnées à un suivi socio-judiciaire.
Deuxièmement, la loi prévoit la suppression de la libération conditionnelle pour une personne condamnée pour un crime ou un délit pour lequel le suivi socio-judiciaire est encouru, lorsque cette personne s'oppose à un traitement durant la période de son incarcération ou ne s'engage pas à suivre le traitement après sa libération.
Dernièrement, la loi impose au juge, dans des cas spécifiques, d'ordonner une expertise médicale.

## Élaboration de la loi
Le projet a été adopté par le Sénat avec les seules voix UMP et centristes en juin 2007. Il a été soumis à l'Assemblée nationale le 17 juillet 2007. Une centaine d'amendements a été déposée sur ce projet, examiné selon la procédure d'urgence (une seule lecture par assemblée), et que l'exécutif espère voir définitivement voté le 3 août 2007.
Le texte a été adopté le 26 juillet 2007. L'UMP et le Nouveau Centre ont voté pour, Les socialistes, les communistes et les Verts contre. Le texte définitif est proche de la première version votée par l'Assemblée Nationale. Il est issu du compromis élaboré en commission mixte paritaire (7 sénateurs, 7 députés), et adopté au Sénat. La commission mixte paritaire n'a apporté de modifications que sur la question de l'avertissement du condamné, en cas de récidive. Les députés avaient supprimé l'obligation faite à la juridiction qui prononce la peine "d'avertir le condamné des conséquences d'une nouvelle condamnation" en état de récidive. Dans la rédaction finale, il est prévu que "lorsque les circonstances de l'infraction ou la personnalité de l'auteur le justifient, le président de la juridiction avertit le condamné au prononcé de la peine des conséquences qu'entraînerait une condamnation" en état de récidive.

### Critiques motivant la saisine du Conseil Constitutionnel
Il y aurait eu saisine du Conseil constitutionnel pour différentes raisons qui sont liées au caractère inconstitutionnel allégué de la loi.

#### Arguments relatifs à l'instauration des peines-planchers
Le principe des peines plancher avait été défendu par Nicolas Sarkozy, alors ministre de l'Intérieur, dès 2003. Mais le garde des sceaux, Dominique Perben, s'opposait alors à cette mesure, contraire selon lui au principe d'individualisation de la peine, et donc anti-constitutionnelle . En raison des débats au sein de la majorité UMP, une mission parlementaire, présidée par Pascal Clément, alors président de la commission des lois, était créée en mars 2004. Nommé Garde des sceaux en juin 2005, Clément défendit lui-même le projet de loi soutenu par Sarkozy, mais sans retenir le principe des peines planchers. Finalement, ce projet donnera lieu à la loi du 13 décembre 2005 sur la récidive des infractions pénales, votée malgré l'opposition de gauche et promulguée par le gouvernement Villepin. Excluant les peines-plancher en raison de l'opposition d'une partie de la droite, la loi introduit en revanche le placement sous surveillance électronique mobile (PSEM) .
Après l'élection à la présidence de Nicolas Sarkozy, en 2007, celui-ci insiste pour légiférer à nouveau, de façon à introduire le principe des peines-planchers, qui sera introduit par la loi Dati. L'opposition de gauche saisit alors le Conseil constitutionnel, pour les raisons suivantes.
D'une part, les articles portant sur les peines-planchers ont été déférés au motif de leur méconnaissance du principe de valeur constitutionnelle d'individualisation de la sanction, reprochant à ces articles de ne pas laisser une marge d'appréciation au juge, en l'obligeant notamment de prononcer obligatoirement une peine privative de liberté. La loi prévoyant des dérogations aux peines-planchers, les conditions de ces dérogations ont été jugées trop contraignantes par les auteurs de la saisine.
D'autre part, ces articles ont vu se reprocher la méconnaissance du principe de nécessité et de proportionnalité des peines. S'agissant de la nécessité des peines, le texte de la saisine fait appel à plusieurs études, français et étrangers, ont fait apparaître que l'instauration des peines planchers n'a pas pour conséquence de diminuer la délinquance[réf. nécessaire]. En ce qui concerne la proportionnalité des peines, les auteurs de la saisine font valoir que les peines minimales imposées ne tiennent pas compte de l'importance du crime ou d'un délit. Ainsi, le texte donne un exemple d'un vol en grande surface qui sera puni en cas de récidive d'un an d'emprisonnement minimum, jugé peu proportionnel.
En outre, les auteurs de la saisine ont fait prévaloir la méconnaissance du droit à un procès équitable par la loi, celle-ci encadrant excessivement le pouvoir du juge quant à la décision du quantum de la peine. Il convient toutefois de signaler qu'il ne s'agit pas ici de contester le principe même de la peine minimale, celle-ci existant déjà en droit pénal (v. par exemple art. 132-18 du Code pénal), mais uniquement la marge jugée réduite d'appréciation du quantum laissé au juge.
Finalement, les articles portant sur les peines-planchers admettent une dérogation à l'application d'une peine-plancher pour une deuxième récidive « si l'accusé présente des garanties exceptionnelles d'insertion ou de réinsertion ». Les auteurs de la saisine ont fait prévaloir que l'expression « garanties exceptionnelles » n'est pas suffisamment précise, et est donc contraire à l'exigence de clarté et de précision de la loi pénale, une exigence à valeur constitutionnelle, découlant du principe de légalité des délits et des peines.

#### Arguments relatifs à l'exclusion de l'excuse de minorité
Les auteurs de la saisine soulignent que la disposition de permettant dans certains cas d'appliquer à un mineur le droit des majeurs est contraire à un principe fondamental reconnu par les lois de la République de l'existence d'une justice pénale des mineurs.
D'autre part, les parlementaires ont jugé qu'une disposition inversant l'excuse de minorité dans le cas de la deuxième récidive (en faisant de l'exclusion de l'excuse la règle, et de l'excuse – l'exception) est contraire au principe constitutionnel de spécificité du droit pénal des mineurs, « le principe selon lequel, sauf exception justifiée par l'espèce, les mineurs de plus de seize ans bénéficient d'une atténuation de responsabilité pénale ».

#### Argument relatif aux dispositions qui portent sur l'injonction de soins
Les auteurs de la saisine contestent la disposition de la loi, selon laquelle « la personne condamnée pour un crime ou un délit pour lequel le suivi socio-judiciaire est encouru » ne peut se voir accorder la libération conditionnelle si elle refuse le traitement pendant son incarcération. Là encore, les parlementaires invoquent le principe de nécessité des  peines et celui d'individualisation des peines.

## Autres critiques et débats

### Critique de la surpopulation carcérale
La loi sur la récidive a été critiquée notamment pour le fait qu'elle aura pour conséquence probable le fait d'augmenter à la fois le nombre et la durée les peines privatives de liberté. Ceci a manifestement pour conséquence de provoquer une surpopulation carcérale dont souffre déjà l'administration pénitentiaire.

### Critique de la non-personnalisation des peines
Certains hommes politiques de gauche ont critiqué la prise de position du gouvernement Fillon dans l'élaboration du projet de loi sur la récidive. En effet, ce projet de loi (et donc la loi même) jugé trop répressif par certains, ne tient pas compte de la personnalité du délinquant. Elle instaure en quelque sorte des règles automatiques qui s'appliquent sans distinction à tous les délinquants et qui lient la décision du juge. En ce sens, l'instauration des peines planchers a été la plus controversée, mais d'autres dispositions ont vu également le reproche d'ignorer le principe de l'individualisation de la sanction.
Cependant, le juge, qui était déjà limité par une peine plafond, conserve un large espace entre les peines plancher et les peines plafond pour personnaliser son jugement. Par ailleurs la loi autorise le juge à déroger à la peine plancher et prononcer une peine inférieure, à condition de motiver sa décision.

### Critique relative à l'exclusion de l'excuse de minorité
L'exclusion de l'excuse de minorité a fait également objet de controverses. Les opposants ont fait prévaloir que l'assimilation d'un mineur délinquant à un majeur et en particulier son incarcération précoce est une mesure contreproductive, qui peut avoir pour effet de pousser davantage le mineur dans la délinquance. Les opposants s'appuient sur un argument selon lequel une personne mineure mise tôt au contact du monde carcéral a une tendance plus forte de rester (ou devenir) un délinquant ou un criminel.

### Débat relatif à l'indépendance du magistrat dans l'application des peines-planchers
Le 26 août 2007, le vice-procureur de Nancy, Philippe Nativel, avait requis une peine d'un an d'emprisonnement pour une personne récidiviste poursuivie pour trafic de drogue, alors que dans ce cas précis, l'article 2, alinéa 6 de la loi sur la récidive prévoit une peine minimale de quatre ans. Le propos du vice-procureur : « Je ne requerrais pas cette peine plancher de quatre ans car les magistrats ne sont pas les instruments du pouvoir. Ce n'est pas parce qu'un texte sort qu'il doit être appliqué sans discernement. » lui ont valu une convocation au ministère de la Justice.
Même si la chancellerie a renoncé à des poursuites disciplinaires après avoir auditionné le magistrat, cette convocation a provoqué de vives réactions de la part des syndicats des magistrats au sujet de l'indépendance de la justice.

## Effets

### Des sanctions plus lourdes
L'instauration de peines plancher pour les récidivistes a mené à l'application de sanctions parfois particulièrement lourdes au regard du délit pour lequel le récidiviste était jugé. Ainsi une personne récidiviste volant 10 € et une carte vitale, sans violence, a été condamnée à une peine plancher de deux ans minimum, dont 18 mois ferme. De même, l'achat de 2 grammes de cannabis pour sa consommation personnelle, par une personne récidiviste, a conduit à une peine plancher de quatre ans ferme.
Toutefois, un an après le passage de la loi, les juges n'ont appliqué des peines plancher que dans 51 % des cas où elles étaient applicables (65 % en appel).

### Autres effets
Selon une étude du chercheur Pierre Tournier du CNRS, la loi du 10 août 2007 devrait augmenter le nombre de prisonniers de 3 000 chaque année.